# Nadia Nadim
Nadia Nadim (Herat, Afganistan, 2 de gener de 1988) és una centrecampista/davantera de futbol danesa d'origen afganès que juga actualment al Milan. És internacional d'ençà de 2009 per Dinamarca, amb la qual ha jugat dues Eurocopes. Ha guanyat una Lliga de Dinamarca amb el Fortuna Hjørring.
Nadim és considerada com la jugadora de futbol afganesa més influent i la més important de tots els temps, particularment pel fet que ha jugat en molts clubs grans i famosos com ara els Portland Thorns, el Manchester City, el Paris Saint-Germain i alhora a l'equip nacional femení de Dinamarca.
El 2018, la revista estatunidenca Forbes la va classificar número 20 a la seva llista de "Dones més potents als esports internacionals".
És neboda de la cantant Aryana Sayeed.
El 14 de gener de 2022 anuncià que havia aconseguit el títol de doctora en Medicina.

## Biografia

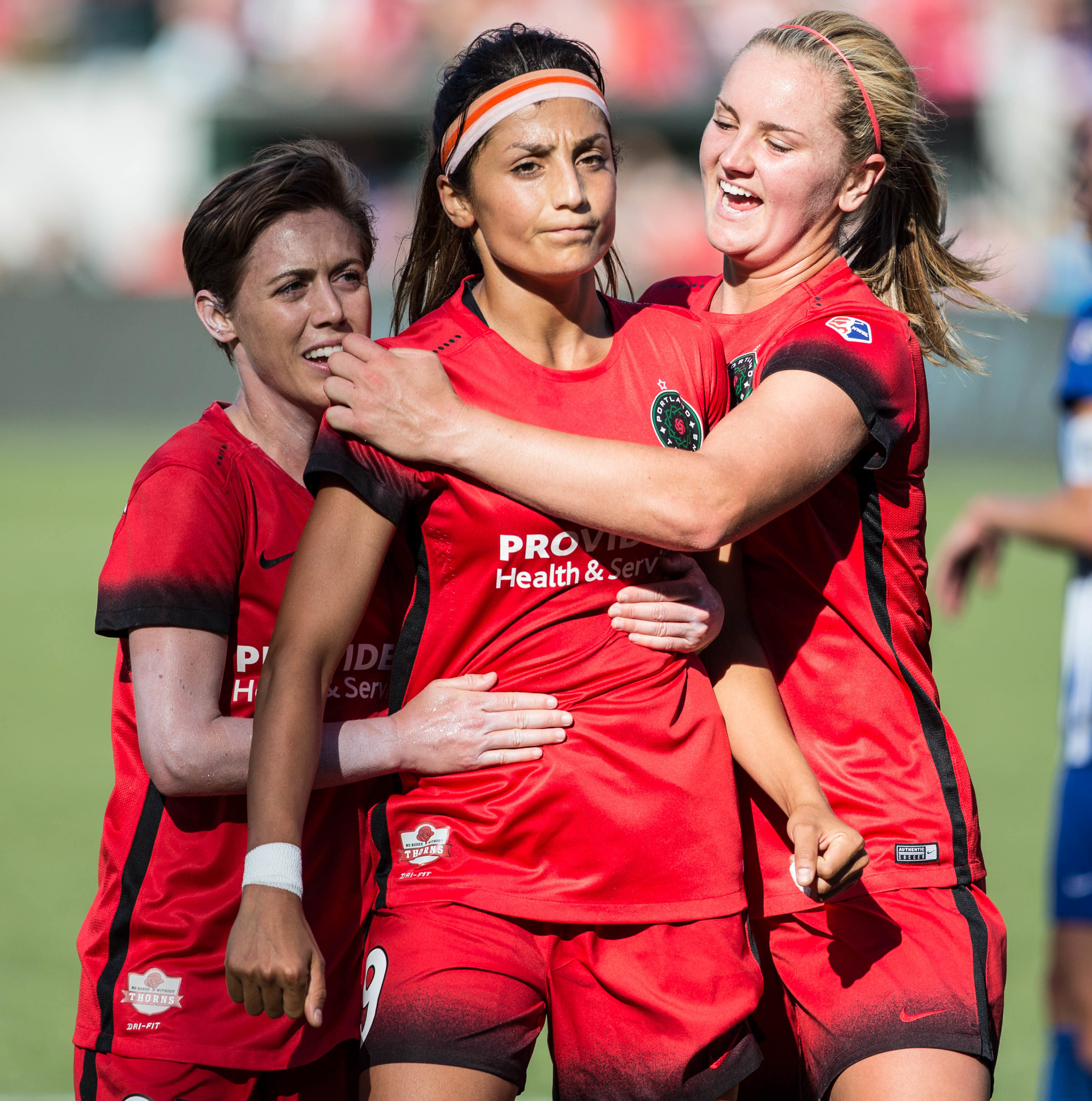
Nadia Nadim celebrant un gol juntament amb Meghan Klingenberg i Lindsey Horan.

Nadia Nadim nasqué a Herat i va créixer fins a l'edat de 12 anys a Afganistan. La seva vida canvià dràsticament quan son pare, general de l'Exèrcit nacional afganès (ANA), va ser executat pels talibans el 2000 · . Sa mare va decidir aleshores de fugir del país amb les seves cinc filles. Passaren per Paquistan i arribaren a Itàlia amb passaports falsos, abans d'embarcar a dintre de camions per tal d'atényer Londres on la mare tenia alguns coneguts. Al capdavall, van arribar a Randers, a Dinamarca, on es veieren enviades a un camp de refugiats. Nadia Nadim començà aleshores a jugar al futbol i va entrar a un club local. Després d'obtenir l'autorització de romandre a Dinamarca, la família es va mudar a un apartament relativament allunyat del club; amb tot aquest va finançar aleshores els viatges en autobús per que pogués entrenar-se.